# Gert-Dietmar Klause
Gert-Dietmar Klause (né le 25 mars 1945) est un ancien fondeur allemand.

## Palmarès

### Jeux olympiques
| Épreuve / Édition | Grenoble 1968 | Sapporo 1972 | Innsbruck 1976 |
| 15 km             | 33e           | 13e          | 9e             |
| 30 km             | 19e           | 8e           | 6e             |
| 50 km             | 25e           | 9e           | Argent         |
| 4 × 10 km         | 7e            | 6e           | DNF            |

### Championnats du monde
| Épreuve / Édition | Vysoke Tatry 1970 | Falun 1974 |
| 15 km             | 4e                |            |
| 30 km             | 5e                |            |
| 4 × 10 km         | Argent            | Or         |